# Ischnopsyllus transcaucasicus
Ischnopsyllus transcaucasicus är en loppart som beskrevs av Scalon 1979. Ischnopsyllus transcaucasicus ingår i släktet Ischnopsyllus och familjen fladdermusloppor. Inga underarter finns listade i Catalogue of Life.